# Willemia shanghaiensis
Willemia shanghaiensis är en urinsektsart som beskrevs av Yue 1999. Willemia shanghaiensis ingår i släktet Willemia och familjen Hypogastruridae. Inga underarter finns listade i Catalogue of Life.